# Ricardo Alarcón de Quesada
Ricardo Alarcón de Quesada (L'Avana, 21 maggio 1937 – L'Avana, 30 aprile 2022) è stato un politico e diplomatico cubano, presidente dell'Assemblea nazionale del potere popolare, il parlamento monocamerale dell'arcipelago caraibico, dal 1993 al 2013.

## Biografia
Cominciò la sua attività politica all'Università de L'Avana diventando responsabile culturale della Federation of University Students (FEU), di cui fu anche vicepresidente dal 1959 al 1961 e presidente dal 1961 al 1962. Già a partire dal 1955 si era legato al Movimento del 26 di luglio guidato da Fidel Castro, anche se durante la rivoluzione cubana non partecipò attivamente agli scontri.
Dopo la laurea in filosofia, Alarcón divenne il più importante diplomatico cubano. Nel 1962 divenne direttore del Ministero degli Esteri, mentre dal 1966 al 1978 venne scelto come il rappresentante permanente di Cuba all'assemblea delle Nazioni Unite. Dal 1978 al 1992 fu vice-ministro degli Esteri e dal 1990 al 1991 fu presidente del Consiglio di Sicurezza dell'ONU.
Nel 1992 ottenne l'incarico di ministro degli Esteri cubano ma si dimise un anno dopo per incompatibilità con il suo nuovo ruolo di presidente dell'Assemblea Nazionale Cubana, che mantiene ancor oggi. Rimase comunque molto attivo in ambito internazionale e il 2 dicembre del 2003 attaccò violentemente l'amministrazione Bush per aver definito Cuba "uno stato canaglia" e per aver presentato prove false a sostegno della guerra in Iraq.